# Matías Velázquez
Matías Velázquez, vollständiger Name Matías Exequiel Velázquez Maldonado, (* 16. Mai 1992 in Montevideo) ist ein uruguayischer Fußballspieler.

## Karriere
Der 1,80 Meter große Defensivakteur Velázquez stand in der Saison 2013/14 in Reihen des uruguayischen Zweitligisten Huracán FC und absolvierte in jener Spielzeit 21 Partien (kein Tor) in der Segunda División. Im Juli 2014 wechselte er zum Erstligisten Danubio FC. Dort debütierte er am 2. November 2014 unter Trainer Leonardo Ramos im 0:0 endenden Spiel gegen den Tacuarembó FC in der Primera División, als er in der 56. Spielminute für Alejandro Peña eingewechselt wurde. Insgesamt kam er in der Spielzeit 2014/15 achtmal (kein Tor) in der höchsten uruguayischen Spielklasse und viermal (kein Tor) in der Copa Libertadores 2015 zum Einsatz. In der Saison 2015/16 stehen für ihn acht Erstligaeinsätze (kein Tor) und einer (kein Tor) in der Copa Sudamericana 2015 zu Buche.